# El Colombiano
El Colombiano es un diario que circula en Medellín, Colombia de tendencia conservadora. La primera edición se publicó el 6 de febrero de 1912, de una sola hoja, 13 anuncios, y sin ninguna noticia.[cita requerida] En 1976 se le añadieron las primeras imágenes en color, y en 1980 el contenido cambió de ocho a seis columnas. El formato de su diseño actual se realizó en 2012 por un equipo de periodistas y diseñadores del ECOLAB, el laboratorio de innovación de El Colombiano. 
Este periódico es el principal producto del Grupo de medios El Colombiano, una empresa proveedora de contenidos informativos. El diario hace parte del Periódicos Asociados Latinoamericanos (PAL), al que pertenecen otras importantes casas editoriales de América Latina.

## Historia

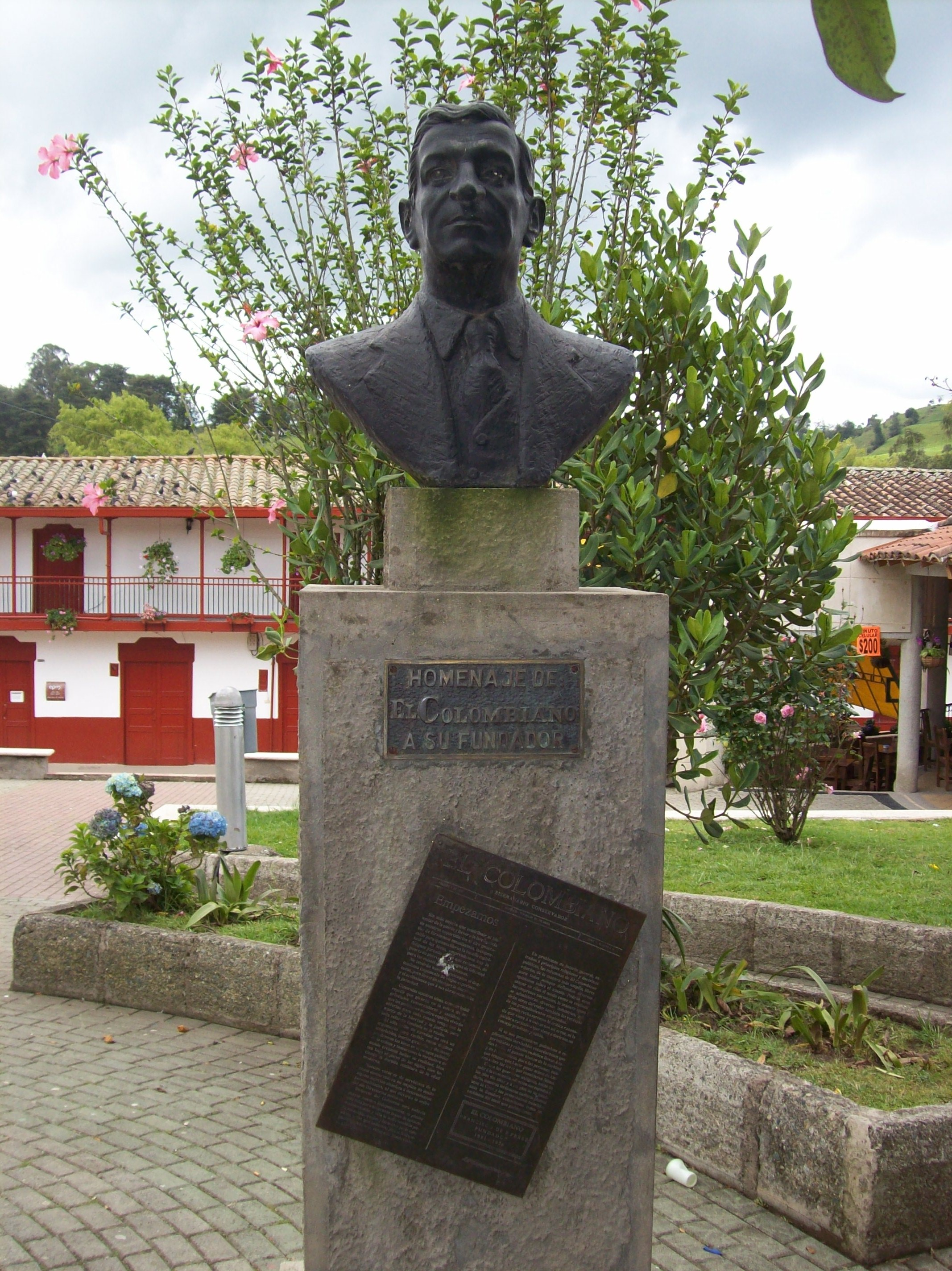
Homenaje de El Colombiano a su fundador, Francisco de Paula Pérez, en Entrerríos.

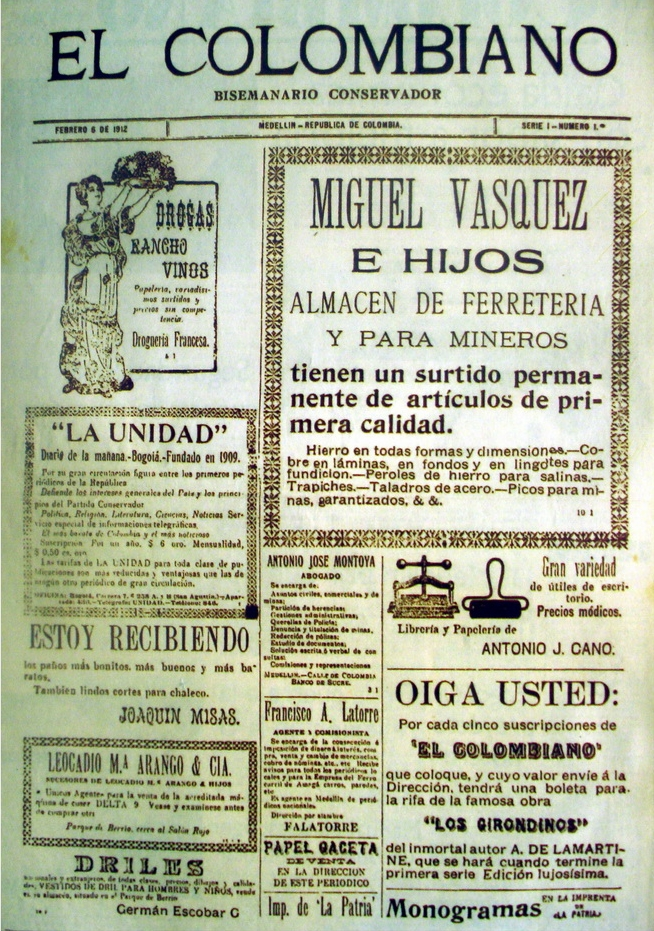
Primera edición de El Colombiano.

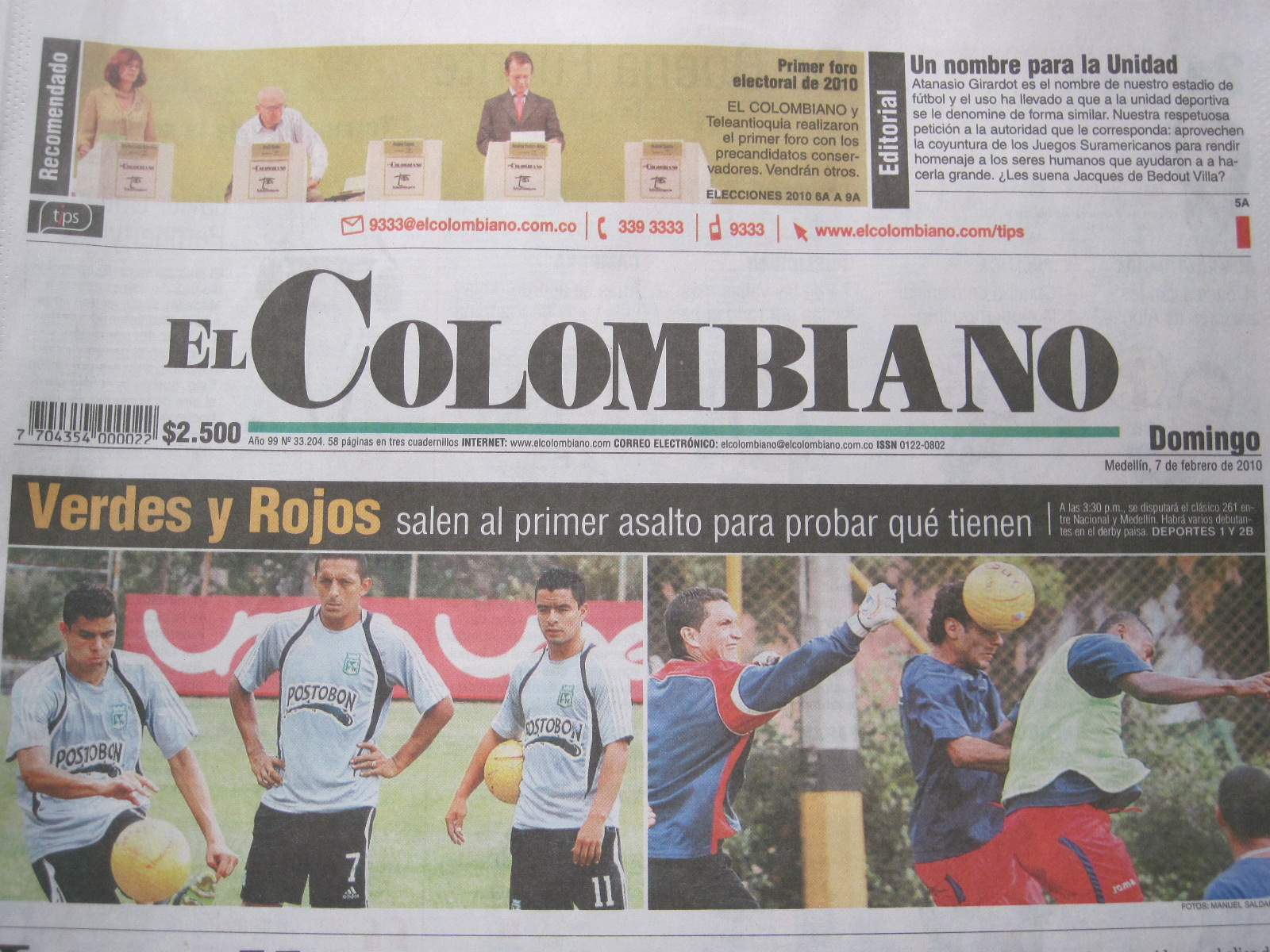
El Colombiano del domingo 7 de febrero de 2010.

El periódico El Colombiano fue fundado el 6 de febrero de 1912 por Francisco de Paula Pérez, con un capital de 300 pesos, y con el objetivo de servir a la causa conservadora, mas no como un apoyo incondicional a los partidos políticos.
La primera edición, ejecutada en una prensa Chandler, fue de 400 ejemplares. Cada uno costaba tres centavos, era tamaño tabloide y circulaba los martes y los viernes.
En diciembre de 1929 se avizoró un nuevo horizonte para El Colombiano. Julio C. Hernández y Fernando Gómez Martínez, en compañía de otros socios, decidieron comprar el periódico y comenzaron la negociación con los propietarios de ese entonces.
Julio C. Hernández y Fernando Gómez Martínez, dos personajes que hicieron historia en el periodismo al imprimirle a El Colombiano principios, convicciones e ideales muy sólidos, que se mantienen a través del tiempo.
De 1947 a 1963 se alternaron la dirección de El Colombiano, Juan Zuleta Ferrer y Fernando Gómez Martínez. Su labor fue tan destacada en la historia de este diario, que ambos recibieron el premio María Moors Cabot, otorgado por la Universidad de Columbia de los Estados Unidos. En 1963 el director definitivo fue Juan Zuleta Ferrer, quien orientó los destinos de esta casa periodística hasta el 14 de octubre de 1984, cuando falleció.
El 25 de octubre de 1984 el nuevo director fue Juan Gómez Martínez, el subdirector Alberto Velásquez Martínez y Luis Miguel De Bedout Hernández, el subgerente. El 23 de noviembre de 1991 inició como directora Ana Mercedes Gómez Martínez, y como Gerente el doctor Luis Miguel De Bedout Hernández.
En 2010 se decidió la compra de una nueva tecnología de impresión soportada en una máquina suministrada por el fabricante alemán MANROLAND, con el fin de ampliar la capacidad de producción de impresos, modernizar la presentación de los productos y posibilitar la diversificación del negocio a través de múltiples formatos, producción de revistas y productos full color.
A partir de 2013 su presidente fue Luis Miguel De Bedout Hernández, hasta finales de 2019.
Desde ese mismo año, 2013, la directora es Martha Ortiz Gómez, quien está al frente de las decisiones periodísticas en la actualidad. Ella realizó un programa de Liderazgo en Gerencia de Medios de Medill School of Journalism (Northwestern University/Kellogg, Estados Unidos); MBA en Administración de Negocios, con énfasis en Negocios Internacionales, de Lynn University (Estados Unidos); Posgrado en Departamentos de Arte de Periódicos y Revistas, en la Universidad de Navarra (España); Diseñadora Industrial de la Universidad Javeriana (Colombia).
En 2019 y tras la adquisición de los Gómez del 100 % de las acciones de la empresa, la gerencia general fue asumida por Pablo Gómez Mora, ingeniero electrónico con maestría en administración de la Universidad de Cambridge y 20 años de experiencia en la industria de tecnologías de información y telecomunicaciones.
En 2022 un grupo de 15 empresarios antioqueños decidió adquirir la mayoría de las acciones de la empresa con la intención de evitar que el medio fuera adquirido por el Grupo Gillinski. Según un informe de febrero de 2022 de Forbes Colombia, representantes de El Colombiano buscaron al grupo Gillinsky para ofrecer en venta el medio, sin embargo el grupo valoró el diario en 8 mil millones y no avanzó en una negociación. La familia Gómez habría reunido a un grupo de empresarios y afirmado que los Gilinski habían ofrecido 80 mil millones por el negocio, los empresarios habrían acordado pagar 50 mil millones para cerrar la negociación con la intención de impedir la supuesta adquisición del medio por parte de los Gillinski, aunque según el informe de Forbes dicho grupo nunca hizo una oferta formal.

## Controversias

### Intereses empresariales, ética periodística y libertad de expresión
En un comunicado que se hizo público en 2015 los señores Hernández de la Cuesta, en su doble calidad de dueños de tierras en disputa en el Urabá y accionistas de El Colombiano en ese entonces, fueron denunciados por la FLIP debido a la intimidación y censura que sufrieron periodistas de ese diario que cubrían temas de restitución de tierras en el municipio de Apartadó; utilizando "su jerarquía y su poder para afectar el trabajo que realizaban los reporteros del diario del cual son ellos mismos dueños".
A pesar de que la denuncia decía estar respaldada con correos electrónicos, supuestas directrices al interior del diario y testimonios de algunos periodistas, el caso no pasó a mayores ni tuvo consecuencias legales.  
En febrero de 2015 el columnista Yohir Akerman presentó su renuncia al publicar su última columna llamada “Enfermos”, el diario aceptó públicamente la renuncia del autor.      

### Diferencias entre los propietarios
Durante algo menos de un siglo las familias Gómez y Hernández, cada una dueña del 50% del diario, convivieron entre  marcadas diferencias pese a acordar en materia política. Los Hernández, encargados de la parte administrativa; los Gómez siendo los responsables del manejo editorial y periodístico.
El diario, en cabeza de Ana Mercedes Gómez Martínez (hija de uno de los fundadores) agudizó sus posturas críticas frente al gobierno de Juan Manuel Santos. Irónicamente, la misma Ana Mercedes que en sus primeros años como directora había cuestionado al entonces gobernador Álvaro Uribe Vélez por su respaldo a la creación de las convivir, aplaudiría en su momento su política de "seguridad democrática". 
El 6 de julio de Ana Mercedes Gómez dejó de ejercer sus funciones como directora. El lunes 9 de julio de 2012 el gerente del periódico Luis Miguel Bedout (parte de la familia Hernández)  pasaba a ser presidente ejecutivo de toda la casa editorial y la junta directiva publicaba una comunicación dirigida a Mercedes, agradeciéndole por su labor. Bedout sería ratificado Presidente por la junta ejecutiva en diciembre de ese mismo año, Martha Ortíz Gómez fue confirmada en la dirección del diario.